# Carles Duarte i Montserrat
Carles Duarte i Montserrat (Barcelona, 16 de setembre de 1959) és un poeta, lingüista i polític català, germà de l'historiador Àngel Duarte Montserrat.

## Biografia
Durant la seva etapa a la Universitat de Barcelona va destacar per les seves inquietuds orientades al camp de la lingüística i la poesia. Va començar a escriure poesia en castellà el setembre de 1973 arran del cop d'estat de Xile i la mort del president Salvador Allende i de Pablo Neruda. Al cap d'un parell d'anys va passar a escriure en català i amb un grup d'amics van posar en marxa l'any 1979 la revista literària Maig. Se'n van publicar set números, on van aparèixer els primers poemes en català que donava a conèixer, alguns dels quals acabarien integrant-se al seu llibre Vida endins.
El 1981 obtingué la llicenciatura en filologia catalana i, finalment, destacà l'any 1984 presentant una tesi on estudiava amb deteniment el vocabulari jurídic del Llibre de les Costums de Tortosa.
Durant el període de 1978-1981 va ser secretari dels Cursos de Llengua Catalana i de la Comissió Sociolingüística a la Universitat de Barcelona. El 1979, sota un estudi realitzat conjuntament amb el professor Antoni M. Badia i Margarit, publicà la seva òpera prima titulada Formulari administratiu: aplicat especialment a la Universitat, consistent en un estudi sobre l'establiment del llenguatge administratiu. La seva dedicació a la lingüística va prosseguir amb el llibre Síntesi d'història de la llengua catalana l'any 1981, elaborat conjuntament amb Maria Àngels Massip i Bonet. Aquell mateix any, Carles Duarte entrarà a l'Escola d'Administració Pública de Catalunya, on treballarà fins al 1989.

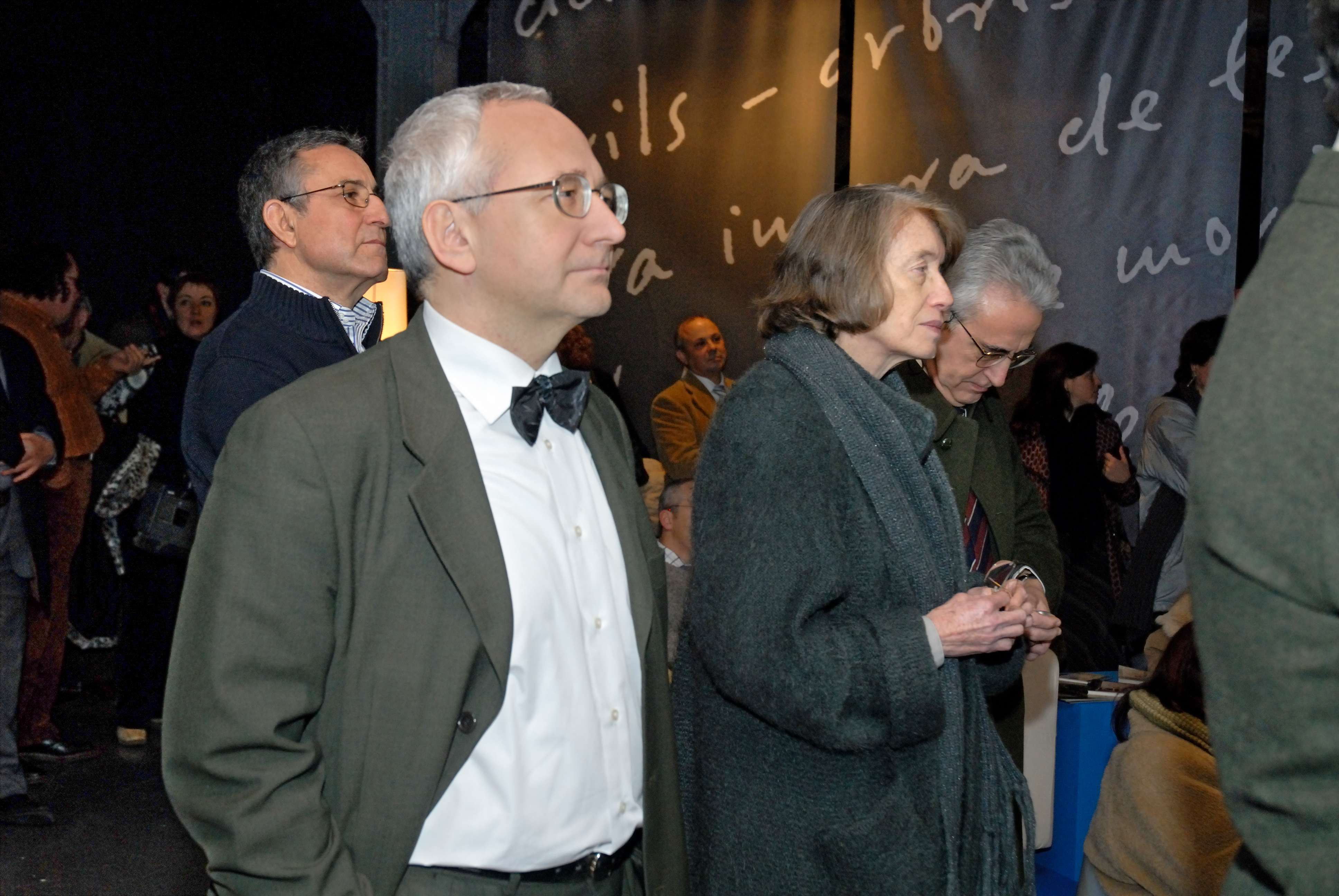
Carles Duarte al MHC el 2006.

Un de tants fets més destacats de la seva biografia serà la relació professional i d'amistat que mantindrà amb el professor Joan Coromines, especialment entre els anys 1979 i 1989, on col·laborà activament amb aquest professor per a l'elaboració del seu Diccionari etimològic i complementari de la llengua catalana. Tot i que la seva faceta poètica ja feia temps que brollava íntimament, Duarte i Montserrat no la manifestarà públicament fins a l'edició del seu primer llibre de poesia, Vida endins, a l'Editorial Moll l'any 1984, quan tenia 25 anys.
Entre 1983 i 1989 va ser president de la Fundació Catalunya, creada per Joaquim Fons. Posteriorment, ha treballat en diferents càrrecs, entre d'altres: cap del Servei d'Assessorament Lingüístic, subdirector general de Formació d'Adults, cap de l'àrea d'Imatge Institucional, director general de Difusió i membre de la Junta Permanent del Català i de la Comissió Assessora de Llenguatge Administratiu. Ha estat vicepresident pel Principat de Catalunya a la Junta de l'Associació d'Escriptors en Llengua Catalana; així com, entre 1995 i 2007, va assumir la presidència dels Premis Recvll de Blanes mentre que, al mateix temps, no ha deixat de col·laborar com a jurat en nombrosos premis de poesia de tot el territori català.
Dins de l'àmbit social i polític va ser secretari general de la Presidència de la Generalitat de Catalunya durant el darrer govern de Jordi Pujol (1999-2003) amb Convergència i Unió. També fou el vicepresident del Fòrum Universal de les Cultures Barcelona 2004 i patró honorífic de la Fundació Fòrum Universal de les Cultures.
L'any 1983 fundà amb d'altres la Revista de llengua i dret, esdevenint-ne el seu director fins a l'abril de 2003. I actualment forma part del consell de redacció d'aquesta publicació. Col·labora habitualment en diaris com El Punt Avui, El Periódico de Catalunya, Segre, Diari de Girona, Regió 7 i El 9 Nou, i en programes de ràdio com L'oracle de Catalunya Ràdio. Ha estat professor de llenguatges d'especialitat i comunicació a diverses universitats de Catalunya, el País Valencià, les Illes Balears i Itàlia.
Va formar part de la junta de l'Ateneu Barcelonès entre 1998 i 2003, sota la presidència de Jordi Sarsanedas i Vives. El 2014 va entrar a formar part del Consell Social d'aquesta entitat.
Actualment és el director general de la Institució Cultural del CIC i és membre de la Junta de la Societat Econòmica Barcelonesa d'Amics del País. Entre juliol de 2012 i l'agost de 2019 presidí el Consell Nacional de la Cultura i de les Arts (CoNCA). També ha dirigit la Fundació Lluís Carulla fins al 2016, i va ser secretari del Cercle del Museu d'Història de la Ciutat de Barcelona i patró de la fundació Amics del MNAC. Des del desembre de 2011 forma part del Consell de Cultura de la ciutat de Barcelona. El 2007 va rebre la Creu de Sant Jordi.

## Obra

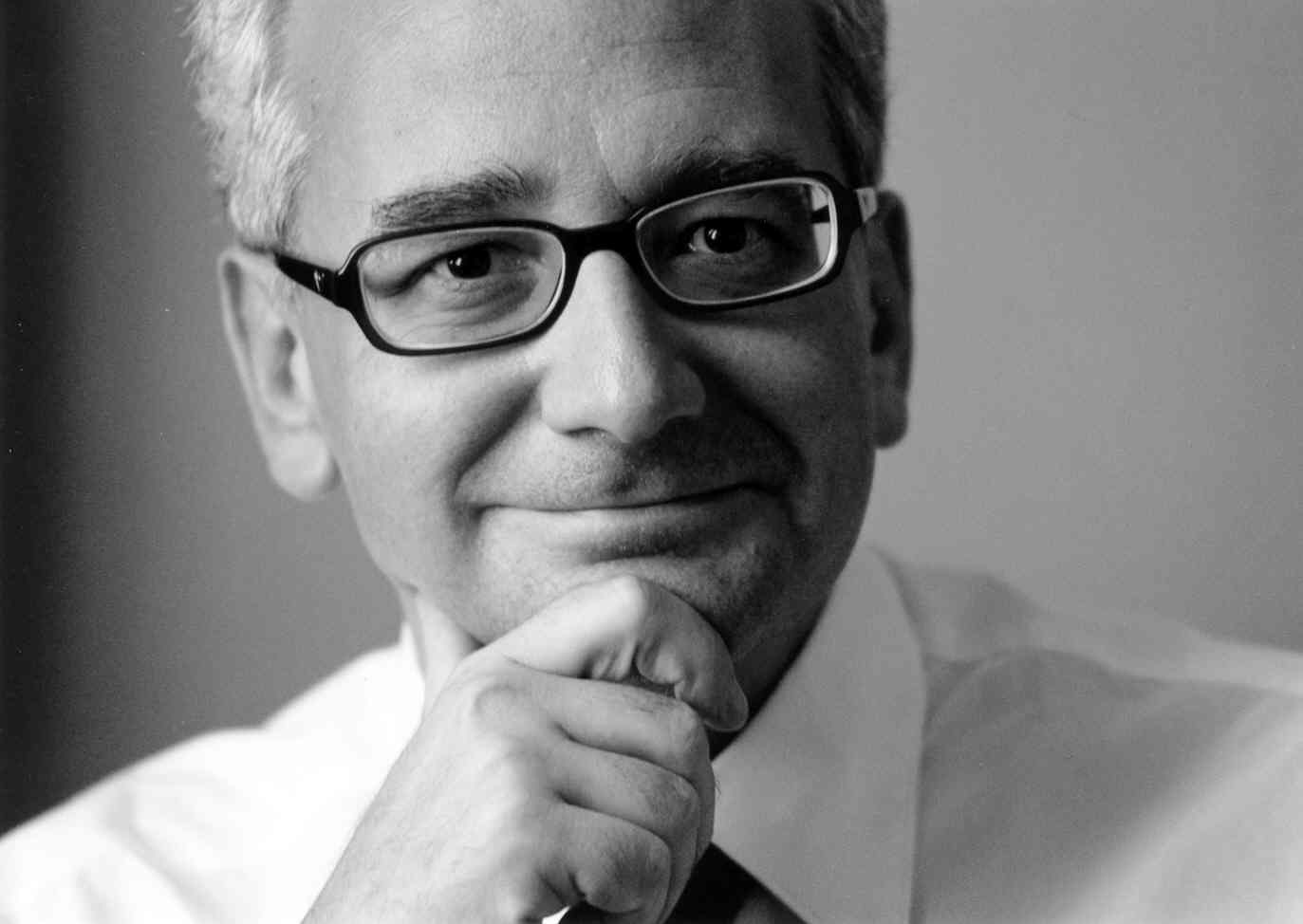
Carles Duarte i Montserrat, el 2011

Com a escriptor, ha estat inclòs al volum IV de l'Antologia de poetes catalans dels professors Martí de Riquer, Giuseppe Grilli i Giuseppe Sansone, a l'antologia Non à la guerre, publicada a França amb el poeta Lionel Ray com a responsable literari, i a l'Antología de la poesía catalana actual publicada a Buenos Aires per Alberto José Miyara; a Paraula encesa, antologia de poesia catalana dels últims cents anys, a cura de Pere Ballart i Jordi Julià, a Trentaquattro poeti catalani per il XXI secolo, d'Emilio Coco, a l'antologia Poeti spagnoli contemporanei, també a cura d'Emilio Coco, i a 20 del XX. Poetas catalanes, publicat l'any 2013 per Jordi Virallonga a Monterrey (Mèxic). Ha participat en el Festival Internacional de Poesia de Barcelona (1998) i ha fet lectures de poemes a Catalunya, Reykjavik, Melbourne, París, Bordeus, Buenos Aires, Rosario, Roma, Verona, l'Alguer, Neptú (Romania), Madrid, Múrcia, Saragossa... Ha prologat i presentat llibres de diversos autors.

### Poesia
Autodefineix el seu estil com "una poesia que cerca la respiració d'una música nua, tendeix al ritme clar del que és essencial, a la depuració expressiva. S'hi fan presents d'una manera constant el paisatge i les referències culturals del Mediterrani. I té com a temes centrals la tendresa (la pell, el desig, el coneixement per mitjà del tacte…), el somni (com a motor de l'existència, com a lectura subjectiva i personal del que succeeix, com a territori on la creativitat es mou amb més llibertat…) i l'oblit (com a extinció del record, com a horitzó incessant que devora tot el que existeix…)".
- Vida endins Palma: Moll, 1984.[2]
- Paisatges efímers. Barcelona: Columna, 1989.
- La pluja del temps. Barcelona: Columna, 1990.
- La pell del somni. Barcelona: Columna, 1991.
- Llavis de terra. Barcelona: Columna, 1993.
- Auca de la llengua [amb dibuixos de Pilarín Bayés], Joves per la Llengua, 1994.
- Terra. Barcelona: Columna, 1994.
- Cohèlet. Barcelona: Columna, 1996.
- Ben Sira. Barcelona: Columna, 1996.
- Qumran. Barcelona: Columna, 1997.
- D'una terra blava. Palma: Moll, 1997.
- Khepri. Barcelona: Columna, 1998.
- Ha-Cohen [ed. bilingüe català-castellà]. Barcelona: Seuba, 1999; Barcelona: Comte d'Aure, 2004.
- El somni. Barcelona: La Magrana, 2000.[2]
- Tot passa en el silenci [Poema del catàleg homònim del pintor Antonio Hervàs, que il·lustra una sèrie de cinc quadres]. Edició particular, 2000, 6 pàgines.
- El silenci. Barcelona: La Magrana, 2001.[2]
- La llum [Fotografies de Francesc Guitart. Presentació de Miquel Martí i Pol]. Perspectiva Editorial Cultural, 2001.
- Tríptic hebreu. Barcelona: La Magrana, 2002; [Pròleg de Marie-Claire Zimmermann]. València: Ed. 3i4, 2004.[2]
- Primavera d'hivern [Fotografies de Kim Castells]. Barcelona: March editor, 2002.
- El centre del temps. Barcelona: Edicions 62, 2003.[2]
- Els immortals. València: Tres i Quatre, 2006.[2]
- Miratges [Fotografies de Francesc Guitart]. Lleida: Pagès editors, 2006.
- Maríntim. Barcelona: Editorial Meteora, 2008.
- Pinzellades de llum. Sobre la Cerdanya [fotografies de Kim Castells]. Tarragona: Arola, 2009.
- Arwad [Il·lustracions d'Antonio Hervás] [edició bilingüe català-hebreu]. Sitges: Papers de Terramar, 9, 2009.
- Vesteix la mirada. [fotografies de Francesc Guitart]. Lleida: Pagès, 2009.[1]
- Ens mou la llum [Il·lustracions d'Antonio Hervás]. Lleida: Pagès, 2009.
- Empúries [Gravats d'Antonio Hervás]. Girona: 2010.
- S'acosta el mar. Poesia 1984-2009. [Pròleg de Marie-Claire Zimmermann i edició de David Jiménez i Cot] València: Tres i Quatre, 2010.[1]
- A quatre mans. Juneda: Fonoll, col. Joan Duch, núm. 24, 2011.
- Una magrana d'astres [música de Pere Vilanova; Il·lustracions de Sergi Solans. Inclou CD]. Girona: Cubert, 2011.
- Alba del vespre. València: 3i4, 2013.[2]
- La mà del temps, amb fotografies de Maite González, Tarragona: Arola Editors, 2013
- Alba del vespre i altres poemes [il·lustr. d'Aurora Valero; introducció de Jaume Pérez Montaner]. València: Tres i Quatre, 2015.
- Ausencia / absència / absence [fotografies de Manuel Cohen; ed. trilingüe català-castellà-francès]. Lleida: Pagès, 2015.
- Tensho [pintures de Màrius Brossa; ceràmiques de Wataru; ed. trilingüe català-francès-japonès]. Lleida: Pagès, 2016.
- Celestial Sant Sopar [amb Miquel Pujol i Jaume Aymar]. Barcelona: Claret, 2016.
- Memòria de la llum. València: Tres i Quatre, 2016.
- Mars [fotografies de Kim Castells]. Tarragona: Arola, 2016.
- Els fruiters en flor [amb Anna Garcia Garay, Clara Mir i Ricard Mirabete; introducció de Rafael Vallbona]. Premià de Dalt: Quaderns de la Font del Cargol, 2016.
- Quadern d'albades [amb Ramon Casalé]. Lleida: Pagès, 2017.
- Naufragis. València: Edicions 3i4, 2019.
- La respiració de les plantes (Fundació Hervás Amezcua, 2020)[8]
- Cartes silencis [amb Ramon Casalé i Lourdes Fisa]. Lleida: Pagès, 2021.
- Or i plantes. Barcelona: Stonberg, 2021.

### Narrativa
- Somnis. Barcelona: Columna, 1994.
- Cèrcols de llum. Les Gunyoles d'Avinyonet: Vilatana, 1999.
- Ulls encendrats. València: Ed. 3i4, 2005.[1]
- Als llavis duc una fulla de menta. Retalls de memòria. Barcelona: Publicacions de l'Abadia de Montserrat, 2008.
- Llibres contra bombes. Història d'un Bibliobús. [amb Joan Safont i Agustín Comotto]. Barcelona: Memòria dibuixada - Generalitat de Catalunya, 2020.

### Traduccions
- Responsabilitat lingüística d'obres traduïdes
- Retrats de mars d'Hélène Dorion Ed. La Magrana, 2000, 120 pàgines.[1]
- Arcilla y aliento. Antología 1983-2001 d'Hélène Dorion [traducció al castellà, en col·laboració amb José Ramón Trujillo]. TDR ediciones / SIAL ediciones, 2001.
- Después de todo de Miquel Martí Pol. Premio Internacional de poesía Laureà Mela 2002 (traducció al castellà, en col·laboració amb Emili Suriñach) DVD Ediciones, 2002, 96 pàgines.
- Orígenes d'Hélène Dorion [traducció al castellà]. Pen Press, 2003.
- Un rostre recolzat contra el món d'Hélène Dorion. Lleida: Pagès Editors, 2003.
- Sense límit, sense final del món d'Hélène Dorion. Revista de poesia Reduccions, núm. 78.
- Siete poemas d'Hélène Dorion [traducció al castellà en col·laboració amb José Ramon Trujillo]. Arena, suplemento cultural de Excelsior, año 7, tomo 7, sábado 30 de abril de 2005, número 323, Mèxic.
- Atrapar: los lugares [poemes de Hélène Dorion traduïts al castellà]. Galerna. Revista Internacional de Literatura, vol. III, Montclair Sate University, 2005.
- Poemas, de Màrius Sampere, "Fractal", núm 28, Mèxic, pp. 55–64.
- Diálogo con Dios y otros poemas, de Bejan Matur, Letter Press Broadsides (Nova York), Poetry Series, 17, 2006.
- L'histoire est finie (Sonnet disparaissant) / La història s'ha acabat (Sonet que desapareix), de Jean Portante, Reduccions, núm. 85, 2006, p. 84-99.
- Poesia, de Jordi de Sant Jordi. Barcelona: Barcino, Tast de clàssics, 1, 2011.
- Atrapar: els llocs, d'Hélène Dorion [traducció del francès amb Lluna Llecha]. Lleida: Pagès, 2011.
- La casa de la compassió [Traducció del portuguès, juntament amb Mireia Vidal-Conte]. Girona: Curbet, 2012.

### Obra pròpia traduïda
- La pluja del temps (ed. bilingüe català-italià), ed. CALIC, 1991, 63 pàgines.
- La pelle del sogno (ed. bilingüe català-italià), ed. EDES, 1992, 61 pàgines.
- La lluvia del tiempo Libros de Tierra Firme (Buenos Aires), 1993, 38 pàgines.
- Tríptico hebreo Seuba Ediciones, 1996, 120 pàgines.
- Traduccions al francès de Marie-Claire Zimmermann dins Poésie catalane, al núm. 69 de Poésie 97, octubre de 1997.
- Khepri (ed. castellà) Seuba Ediciones, 1998, 76 pàgines.
- Traduccions a l'anglès de Robert Archer, Selected Poems, dins Proceedings of the First Symposium on Catalomia in Australia, PPU, Barcelona, 1998.
- Ha-Cohen (ed. bilingüe català-castellà) Seuba Ediciones, 1999, 91 pàgines.
- La tierra y el sueño. La terra i el somni. Antologia 1984-2000 (ed. bilingüe català-castellà) Traduccions al castellà de José Ramón Trujillo. Pròleg de Marie-Claire Zimmermann. SIAL ediciones, 2000, 193 pàgines.
- Il linguaggio giuridico Amb Anna Martínez. Introducció d'Eduardo Blasco Ferrer. Traducció a l'italià de Francesco Sitzia. Ed. Condaghes, 2000, 143 pàgines.
- Traduccions al francès d'Hélène Dorion i François-Michel Durazzo dins Poésie, al núm. 249 de Liberté, Montreal (Quebec), setembre de 2000.
- La luz Fotografies de Francesc Guitart. Presentació de Miquel Martí i Pol. Traducció al castellà d'Alberto José Miyara. Perspectiva Editorial Cultural, 2001, 99 pàgines.
- El silencio Pròleg i traducció al castellà d'Ángeles Cardona. Seuba ediciones, 2001, 60 pàgines.
- Le silence Traducció d'Hélène Dorion i François-Michel Durazzo. Éditions du noroît, Mont-real, 2002, 99 pàgines.
- Ponente Sull'orlo Poesie scelte a cura di Giuseppe E. Sansone. 2002, Interlinia edizione. Novara.
- Primavera en invierno Traducció d'Àngels Cardona i Castro. March editor, 2002.
- Selecció de poemes apareguts a la revista Albiana-CCU, amb el títol Viaghji puetichi. Ajacció, 2002. Traducció al cors de Dumenica Verdoni.
- El sueño Traducció al castellà de Manuel Ballesteros. DVD Ediciones, 2002, 108 pàgines.
- Traducció d'una selecció de poemes de Tríptic hebreu al romanès, a cura de Jana Balacciu Matei, Romània literarà, núm. 38, setembre-octubre, 2002.
- Traducció a l'hebreu dels poemes d'El silenci, a càrrec de Ioram Melcer, dins la revista de poesia Shvó, núm. 6, 2002. Pàg. 110-114.
- Traducció de Tríptic hebreu a l'hebreu. A cura de Ioram Melcer. Jerusalem, Ed. Carmel, 2003, 109 pàgines.
- Traducció al polonès dels poemes d'El silenci, dins la revista Przeglad powszechny, núm. 5, 2003, Pàg. 262-267.
- Thögnin Traducció de Gudrún H. Tulinius. Reykjiavic (Islàndia). Háskólaútgáfan, 2004, 79 pàgines.
- Il silenzio Traducció italiana a cura de Joan Armangué. Càller, Arxiu de tradicions-Grafica del Panteolla, 2004, 42 pàgines.
- Traducció al romanès de poemes del llibre Els immortals, a cura de Jana Balacciu Matei, dins el número 35 (setembre de 2004) de la revista literària Luceafarul.
- Traducció castellana de Ha-Cohen, a cura de Ángeles Cardona, Ed. Comte d'Aure, 2004, 93 pàgines (ed. bilingüe català-castellà).
- Traducció al castellà de El Dios de la ternura, a cura de Carlos Morales, dins Cuadernos del Mediterráneo, 37, El Toro del Barro, Cuenca, 2005.
- El silencio (ed. bilingüe català-castellà) Pròleg i traducció al castellà a cura de Ángeles Cardona. Barcelona, editorial Comte d'Aure, 2005, 127 pàgines.
- Tryptique Hébreu Traducció al francès a cura de Marie-Claire Zimmermann, Editions Phi, 2005, 126 pàgines.
- La lenta luce degli anni Poemes traduïts a l'italià per Emilio Coco. Dins el núm. 46 de Pagine Quadrimestrale di poesia internazionale, Roma, Zone editrice, gener-abril 2006.
- Ordit de Llum / În Urzeala Lumini (ed. bilingüe català-romanès). Traducció al romanès de Jana Balacciu Matei. I pròleg de Susanna Rafart. Bucarest: Meronia, 2006.
- El centro del tiempo Traducció al castellà de Ángeles Cardona. I pròleg de Jaime Siles. Madrid: Sial, 2006.
- Le centre du temps [edició bilingüe català-francès). Gardonne: fédérop, 2007.
- Die Stille [El silenci]. Traducció a l'alemany. Bexbach: Edition Buchholz, 2007.
- Poeti spagnoli contemporanei, publicat per Emilio Coco. Edizioni dell'Orso, Alessandria, 2008.
- Los inmortales [edició bilingüe català-castellà]. Traducció al castellà de Teresa Claramunt i Pedro J. Miguel. Almeria: El Gaviero, 2008.
- Traducció al romanès d'una selecció de poemes de diversos llibres, Diagonale (Bucarest), número març-abril 2009, a cura de Geo Vasile).
- Vetusta Eufònia. Textos literaris sobre Empúries [Traducció al grec d'Eusebi Ayensa i Fedón Jatsiandoniu. Inclou poemes de Carles Duarte]. Atenes: Instituto Cervantes, 2008.
- Arwad [Il·lustracions d'Antonio Hervás] [edició bilingüe català-hebreu]. Sitges: Papers de Terramar, 9, 2009 (Traducció a l'hebreu de Ioram Melcer).
- Selecció de poemes del llibre El centre del temps, Bonanova, núm. 21-amb el títol U centru di u tempu. Corti, 2008 (Traducció al cors de G.M. Comiti).
- Traducció a l'asturià d'una selecció de poemes. Brixel, 7, setembre 2010.
- Occhi color cenere (Traducció a l'italià de Pietro U. Dini), Hebenon. Rivista internazionale di letteratura, 2010, p. 119-121
- Uma ponte entre as letras catalãs e portuguesas [Traducció d'Ana Marques Gastão]. Capicua, 2010, p. 86-91.

## Premis i reconeixements
Carles Duarte ha rebut els següents premis:
- Premi Cadaqués a Rosa Leveroni (1995): Cohèlet.
- Premi Vila de Martorell (1996): Ben Sira.
- Premi Ciutadà Europeu (desembre 2002), concedit per Foro Europa 2001.
- Chevalier des arts et des lettres de la "República Francesa".
- Premi Crítica Serra d'Or de poesia (2004) per El centre del temps.
- Premi FIEC (Federació Internacional d'Entitats Catalanes) (2004).
- Premi APPEC (Associació de Publicacions Periòdiques en Català) (2004).
- Creu de Sant Jordi (2007)[4]
- Premi de l'Associació de la Premsa Comarcal (ACPC), (2012).[9]
- Premi Nacional El Vallenc (2013): per la seva trajectòria cultural.
- Premi Ramon Fuster (2014), atorgat pel Col·legi Oficial de Doctors i Llicenciats en Filosofia i Lletres i en Ciències de Catalunya: per la seva trajectòria cívica, cultural i literària.[10]
- Premi de la Crítica Catalana de poesia (2014): Alba del vespre.